# Buxières-d'Aillac
Buxières-d'Aillac là một xã tại tỉnh Indre khu vực trung bộ Pháp. Xã này có diện tích 25,75 km², dân số thời điểm năm 1999 là 217 người. Khu vực này có độ cao trung bình 187 mét trên mực nước biển.
Sông Bouzanne chảy qua xã này.